# Liste der Kulturdenkmale in Selke-Aue
In der Liste der Kulturdenkmale in Selke-Aue sind die Kulturdenkmale der Gemeinde Selke-Aue und ihrer Ortsteile aufgelistet. Grundlage ist das Denkmalverzeichnis des Landes Sachsen-Anhalt, das auf Basis des Denkmalschutzgesetzes des Landes Sachsen-Anhalt vom 21. Oktober 1991 durch das Landesamt für Denkmalpflege und Archäologie Sachsen-Anhalt erstellt und seither laufend ergänzt wurde (Stand: 31. Dezember 2022).

## Kulturdenkmale nach Ortsteilen

### Hausneindorf
| Lage                                                                                               | Bezeichnung           | Beschreibung | Erfassungs- nummer | Ausweisungsart               | Bild           |
| -------------------------------------------------------------------------------------------------- | --------------------- | --- | ------------------ | ---------------------------- | -------------- |
| südlich der Burg (Karte)                                                                           | Brücke                | | 094 21151          | Baudenkmal                   | Weitere Bilder |
| Am Mühlenberg 1 (Karte)                                                                            | Kirche                | Dorfkirche St. Peter, barocker Kirchturm der Vorgängerkirche, Kirchenschiff 1790 neu gebaut, das oberste Geschoss mit verschieferten, gekuppelten Schallarkaden und Welscher Haube; auf der Westseite Pilasterportal, im Giebel plastische Darstellung des Schweißtuchs der Veronika; Emporensaal mit geschnitztem Kanzelaltar und seitlichen Durchgängen, Kastengestühl; Patronatsempore mit Gemälde von 1591; Kruzifix um 1400; barockes Christusbild 1678, Röverorgel, figürliches Grabepitaph für Just Moritz Wulff sowie Metusalem Reichard (16. Jhd.) sowie Elisabeth von Hoym († 1557) | 094 45455          | Baudenkmal                   | Weitere Bilder |
| Am Mühlenberg 2 (Karte)                                                                            | Pfarrhaus             | Fachwerkhaus aus der 2. Hälfte des 17. Jhds. mit Walmdach, profilierte Stockschwelle, Füllhölzer und Pyramidenbalkenköpfe in Form des Quedlinburger Sonderstils; Erdgeschoss um 1900 in Backsteinbau erneuert | 094 45460          | Baudenkmal                   | Pfarrhaus      |
| Am Mühlenberg 3 (Karte)                                                                            | Wohnhaus              | Spätklassizistisches Gebäude. Früher Wohnhaus und Werkstatt von Andreas Heucke, heute Kindertagesstätte. | 094 45462          | Baudenkmal                   | Wohnhaus       |
| Friedhofsweg (Karte)                                                                               | Friedhof Hausneindorf | parkartige Anlage mit Kriegerdenkmal, Ehrenhain, Sakralbauten mit Bildfenster von Ferdinand Müller; Mausoleum, Erbbegräbnis Familie R. Heucke | 094 45452          | Baudenkmal                   | Weitere Bilder |
| Friedhofsweg, auf dem Friedhof                                                                     | Kapelle               | Kapelle | 094 45452 001      | Teilobjekt eines Baudenkmals |                |
| Hauptstraße 42, im östlichen Ortsteil (Karte)                                                      | Schäferei             | Wohnhaus als Putzbau (Anfang 20. Jhd.), Bruchsteinkern, Jugendstiltür, Wirtschaftsgebäude in Bruchstein | 094 21149          | Baudenkmal                   | Schäferei      |
| Hauptstraße 24 (Karte)                                                                             | Bauernhof             | Spätklassizismus, letztes Viertel 19. Jhd., roter Ziegelrohbau, Mittelrisalit, Vorgarten mit schmiedeeisernem Zaun | 094 45453          | Baudenkmal                   | Bauernhof      |
| Lindenstraße, über den Mühlgraben (Karte)                                                          | Brücke                | überspannt zweifeldrig den Mühlgraben, aus Werkstein, Eisbrecher aus dem 19. Jhd. | 094 45456          | Baudenkmal                   | Brücke         |
| Lindenstraße 3 (Karte)                                                                             | Gutshof               | Gutshof Gut von Dippe, Gut von Hanstein, Wulff, 2. Hälfte 17. Jhd., Wohnhaus und zwei bruchsteinsichtige Scheunen- und Stallgebäude | 094 45458          | Baudenkmal                   | Gutshof        |
| Lindenstraße 3                                                                                     | Park                  | Park | 094 45458 001      | Teilobjekt eines Baudenkmals |                |
| Lindenstraße 9 (Karte)                                                                             | Taubenturm            | 1791, mehrfach stark verändert, Herrenhaus gelber Klinkerbau, Wappentafel von 1765, Sonnenuhr von 1578, Fachwerkwohnhaus | 094 45459          | Baudenkmal                   | Taubenturm     |
| Lindenstraße 11 (Karte)                                                                            | Bauernhof             | um 1800, giebelständiger Fachwerkbau, Wohnhaus mit Freitreppe | 094 21153          | Baudenkmal                   | Bauernhof      |
| Poststraße 2, an der Einmündung von Hauptstraße und Poststraße in die Lindenstraße gelegen (Karte) | Bauernhof             | 18./19. Jhd., zweistöckiger verputzter Fachwerkbau, Stallscheune aus Bruchstein | 094 21150          | Baudenkmal                   | Bauernhof      |
| Poststraße 4 (Karte)                                                                               | Villa                 | Formen eines barocken Stadtpalais, farbige Verglasung von 1903 an der Rückseite, mit Jugendstildetails | 094 45461          | Baudenkmal                   | Villa          |
| Querstraße 3 (Karte)                                                                               | Gutshof               | Gutshof der Schenken von Neindorf, Heyerscher Gutshof, unregelmäßige Gutsanlage, 1543, 1579 und 1688 | 094 45463          | Baudenkmal                   | Gutshof        |
| Querstraße 3                                                                                       | Park                  | Park | 094 45463 001      | Teilobjekt eines Baudenkmals |                |
| Schulstraße 2 (Karte)                                                                              | Schule                | Schule Ziegelrohbau auf Werksteinsockel, Ende 19. Jhd. | 094 45464          | Baudenkmal                   | Schule         |
| Schulstraße 3 (Karte)                                                                              | Handwerkerhof         | Wirkungsstätte der Orgelbaufamilien Adolf Reubke und Ernst Röver, Anfang 18. Jhd. | 094 45465          | Baudenkmal                   | Handwerkerhof  |
| Wallstraße (Karte)                                                                                 | Burg Hausneindorf     | Burg 1172 nach Zerstörung wieder aufgebaut, seit 1711 Domäne des preußischen Königs; Teile von Wall und Graben erhalten, Bering fast vollständig überlieft, neben der Kernburg palasartiger Bruchsteinbau mit gekuppelten Fenstern, Bauten des 16.–18. Jhd., teilweiser Abbruch des Nord- und Ostflügels 1967/68 | 094 45451          | Baudenkmal                   | Weitere Bilder |
| Wallstraße 1 (Karte)                                                                               | Tagelöhnerhaus        | eingeschossiger verputzter Bruchsteinbau, Anfang 19. Jhd. | 094 21148          | Baudenkmal                   | Tagelöhnerhaus |

### Heteborn
| Lage                                                                     | Bezeichnung    | Beschreibung | Erfassungs- nummer | Ausweisungsart | Bild           |
| ------------------------------------------------------------------------ | -------------- | --- | ------------------ | -------------- | -------------- |
| ca. 2 km südöstlich der Ortslage, auf dem Höhenrücken des Hakels (Karte) | Domburg        | Ruine der Domburg | 094 45231          | Baudenkmal     | Weitere Bilder |
| Dorfstraße 25 (Karte)                                                    | Bauernhof      | Ziegelrohbauten auf Werksteinsockeln, 1890/1900 | 094 45483          | Baudenkmal     | Weitere Bilder |
| Dorfstraße 28 (Karte)                                                    | Tagelöhnerhaus | einstöckiges Fachwerkhaus, Ende 18. Jhd. | 094 45484          | Baudenkmal     | Weitere Bilder |
| Dorfstraße 46 (Karte)                                                    | Bauernhof      | verputzter Bruchsteinbau mit Krüppelwalmdach, zweigeschossig, 18. Jhd. | 094 45485          | Baudenkmal     | Weitere Bilder |
| Dorfstraße 53 (Karte)                                                    | Bauernhof      | Wohnhaus und zwei Wirtschaftsgebäude, vor allem verputzter Bruchstein, Oberstock des Bauernhauses aus Fachwerk, 18./19. Jhd.                                                           | 094 45488          | Baudenkmal     | Weitere Bilder |
| Ernst-Thälmann-Straße (Karte)                                            | Distanzstein   | preußischer Rundsockelstein, 2. Viertel 19. Jhd. | 094 45482          | Kleindenkmal   | Weitere Bilder |
| Ernst-Thälmann-Straße 4 (Karte)                                          | Forsthof       | Revierförsterei Heteborn, backsteinsichtiger Bau, kleine Anbauten mit Bruchsteinsockel, Jägerzaun, Ende 19. Jhd.                                                                       | 094 45478          | Baudenkmal     | Weitere Bilder |
| Ernst-Thälmann-Straße 5/6 (Karte)                                        | Gasthof        | Deutsches Haus, Putzbau mit Lünettenfenstern, erstes Drittel 19. Jhd. | 094 45480          | Baudenkmal     | Weitere Bilder |
| Ernst-Thälmann-Straße 17 (Karte)                                         | Gasthof        | Schwarzes Roß, reich gegliederter Klinkerbau, Saalanbau von 1890, ältere Bebauung aus Bruchstein, 18./19. Jhd.                                                                         | 094 45481          | Baudenkmal     | Weitere Bilder |
| Friedensstraße 130 (Karte)                                               | Bauernhof      | bruchsteinsichtige Bebauung bestehend aus Wohnhaus, Toranlage, Scheune und Stallgebäude                                                                                                | 094 21133          | Baudenkmal     | Weitere Bilder |
| Hakelstraße auf dem Friedhof (Karte)                                     | Grabmal        | Grabstätte Familie Bodenstein, Jugendstil, 1907, in Werkstatt von Willy Schade geschaffen, Gewandfigur auf rechteckigem Sockel mit schöner Versalien-Inschrift, für Familie Bodenstein | 094 45489          | Kleindenkmal   | Weitere Bilder |
| Heteborner Lindenstraße 62 (Karte)                                       | Bauernhof      | Wohnhaus, Wirtschaftsgebäude, Toranlage; in Backstein, 19./20. Jhd. | 094 45490          | Baudenkmal     | Weitere Bilder |
| Parkstraße (Karte)                                                       | Kirche         | bruchsteinsichtiger Rechteckbau, Fachwerkdachreiter, Fenster und Türöffnung in Sandstein, Emporensaal von 1737, Orgel 1. Hälfte 19. Jahrhundert, Taufstein Ende 19. Jahrhundert        | 094 45398          | Baudenkmal     | Weitere Bilder |
| Parkstraße 97 (Karte)                                                    | Domäne         | rechteckiges Areal, Pächterhaus, Gesindehaus, Speichern, Ställe, Toranlage, 18.–20. Jhd., heute Orts-Verwaltungsgebäude und Kindergarten                                               | 094 45491          | Baudenkmal     | Weitere Bilder |

### Wedderstedt
| Lage                                                       | Bezeichnung | Beschreibung | Erfassungs- nummer | Ausweisungsart | Bild           |
| ---------------------------------------------------------- | ----------- | --- | ------------------ | -------------- | -------------- |
| an der Straße zwischen Gatersleben und Quedlinburg (Karte) | Warte       | sogenannte Gaterslebener Warte, auch in Seeland als Kulturdenkmal verzeichnet. | 094 21167          | Baudenkmal     | Weitere Bilder |
| Am Teich 2 (Karte)                                         | Bauernhaus  | zweigeschossiges, giebelständiges Haus mit Krüppelwalmdach, 18. Jh. | 094 45492          | Baudenkmal     | Weitere Bilder |
| Kirchstraße (Karte)                                        | Kirche      | ostfälischer Typ, Bruchsteinbau, romanische Grundlagen des 12. Jhd., frühgotisch erneuert und erhöht (2. Hälfte 13. Jhd.), gotischer Neubau des 15. Jhd., barocker Umbau zum Emporensaal (1. Hälfte 18. Jhd.); Mausoleum von 1864. Erhalten sind nur noch die Außenmauern und der Kirchturm. | 094 45493          | Baudenkmal     | Weitere Bilder |
| Quedlinburger Straße 10 (Karte)                            | Bauernhof   | dreiseitig umbauter Hof, für Rudolph Arpke erbaut, Wirtschaftsgebäude von 1884 | 094 45495          | Baudenkmal     | Bauernhof      |
| Quedlinburger Straße 19 (Karte)                            | Wohnhaus    | Ziegelrohbau, rundbogige Fenstergruppe, um 1860/70 | 094 45497          | Baudenkmal     | Weitere Bilder |
| Quedlinburger Straße 22 (Karte)                            | Gasthof     | Dorfkrug, Fachwerkhaus, 1. Hälfte 19. Jahrhundert | 094 45498          | Baudenkmal     | Weitere Bilder |
| Quedlinburger Straße 29 (Karte)                            | Bauernhof   | Mittelbauerngehöft aus Bruchstein und verputzte Lehmbauten, Mitte 18. Jhd. | 094 45499          | Baudenkmal     | Weitere Bilder |
| Am Rathaus 9 (Karte)                                       | Bauernhof   | Kleinbauerngehöft, Stampflehm verputzt, Giebelstirnen der Scheune und Obergeschoss des Stalles Fachwerk mit Ziegelausfachungen, 2. Hälfte 18. Jhd., neuer Name Querstraße seit 2014 | 094 45501          | Baudenkmal     | Weitere Bilder |
| Ringstraße 9 (Karte)                                       | Bauernhaus  | Erdgeschoss verputzter Stampflehm auf Bruchsteinsockel, straßenseitig verputztes Fachwerkobergeschoss, frühes 18. Jhd. | 094 45502          | Baudenkmal     | Weitere Bilder |
| Ringstraße 12 (Karte)                                      | Pfarrhof    | Ziegelrohbau auf Souterrainsockel aus Quaderkalkstein mit Treppenrisalit; Gesimsband und Fries mit Segmentbogenfenster, um 1880/90 | 094 45503          | Baudenkmal     | Weitere Bilder |
| Winkel 6 (Karte)                                           | Bauernhaus  | giebelständiger Fachwerkbau mit Krüppelwalmdach, Mitte 18. Jhd. | 094 45504          | Baudenkmal     | Weitere Bilder |
| Winkel 11 (Karte)                                          | Bauernhaus  | Fachwerkhaus mit Inschrift CHRISTOPH WESTPHAL-MARIA BRINGNIT // ANNO 1693 DEN 8 MAII; in den Eckgefachen Halbe Männer, Wilder Mann in der Mitte und Thüringische Leiter | 094 45505          | Baudenkmal     | Weitere Bilder |

## Ehemalige Kulturdenkmale nach Ortsteilen

### Hausneindorf
| Lage                   | Bezeichnung | Beschreibung | Erfassungs- nummer | Ausweisungsart | Bild |
| ---------------------- | ----------- | --- | ------------------ | -------------- | ---- |
| Hauptstraße 27 (Karte) | Gasthaus    | Amtsschenke, 1685, ältestes Haus außerhalb der Burganlage, Stockschwelle mit Füllhölzer und gerundete Balkenköpfe, an den Giebelseiten steile Krüppelwalme, Ladeneinbau um 1900. Das Gebäude wurde bereits abgerissen. | 094 45454          |                | BW   |

### Wedderstedt
| Lage                            | Bezeichnung | Beschreibung | Erfassungs- nummer | Ausweisungsart | Bild       |
| ------------------------------- | ----------- | --- | ------------------ | -------------- | ---------- |
| Quedlinburger Straße 11 (Karte) | Bauernhaus  | ortstypisches Haus, Erdgeschoss massiv, Obergeschoss Fachwerk mit Lehmziegelausfachungen, Anfang 18. Jhd. Bereits abgerissen. | 094 45496          |                | Bauernhaus |

## Legende
In den Spalten befinden sich folgende Informationen:
- Lage: Nennt den Straßennamen und wenn vorhanden die Hausnummer des Kulturdenkmals. Die Grundsortierung der Liste erfolgt nach dieser Adresse. Der Link „Karte“ führt zu verschiedenen Kartendarstellungen und nennt die geographischen Koordinaten.
Link zu einem Kartenansichtstool, um Koordinaten zu setzen. In der Kartenansicht sind Baudenkmale ohne Koordinaten mit einem roten bzw. orangen Marker dargestellt und können in der Karte gesetzt werden. Baudenkmale ohne Bild sind mit einem blauen bzw. roten Marker gekennzeichnet, Baudenkmale mit Bild mit einem grünen bzw. orangen Marker.
- Offizielle Bezeichnung: Nennt den Namen, die Bezeichnung oder zumindest die Art des Kulturdenkmals und verlinkt, soweit vorhanden, auf den Artikel zum Objekt.
- Beschreibung: Nennt bauliche und geschichtliche Einzelheiten des Kulturdenkmals, vorzugsweise die Denkmaleigenschaften.
- Erfassungsnummer: Für jedes Kulturdenkmal wird in Sachsen-Anhalt eine 20stellige Erfassungsnummer vergeben. Die letzten zwölf Ziffern werden für die Untergliederung nach Teilobjekten genutzt und werden nur angegeben, soweit vergeben. In dieser Spalte kann sich folgendes Icon  befinden, dies führt zu Angaben zu diesem Baudenkmal bei Wikidata.
- Ausweisungsart: Die Einordnung des Denkmales nach § 2 Abs. 2 DenkmSchG LSA
- Bild: Ein Bild des Denkmales, und gegebenenfalls einen Link zu weiteren Fotos des Kulturdenkmals im Medienarchiv Wikimedia Commons. Wenn man auf das Kamerasymbol klickt, können Fotos zu Kulturdenkmalen aus dieser Liste hochgeladen werden: